# Димитрије Комнин Евдемонојан
Димитрије Комнин Евдемонојан (умро после 1366) је био кефалија Сера и васељенски судија.

## Биографија
Димитрије је обављао функцију васељенског судије у Серу. Институција је у Серској области уведена по угледу на Византијско царство. Тамо је настала 1328. године, током владавине цара Андроника III Палеолога. Као и Орест, и Димитрије је претходно обављао функцију кефалије Сера. На том положају је заменио Дуку Нестонга, вероватно 1360. године. Димитрија је наследио Радослав Торник. Као васељенски судија, Димитрије се помиње у истим документима као и Орест. Забележен је августа 1366. године у документу којим се решава спор између Есфигмена и Кутлумуша. Последњи пут се у изворима помиње 1366. године.